# Contea di Marion (Illinois)
La contea di Marion (in inglese Marion County) è una contea dello Stato dell'Illinois, negli Stati Uniti. La popolazione al censimento del 2000 era di 41 691 abitanti. Il capoluogo di contea è Salem.